# USS Sealion (SS-315)
Pour les autres navires du même nom, voir USS Sealion.
L'USS Sealion (SS/SSP/ASSP/APSS/LPSS-315) est un sous-marin de classe Balao construit pour l'United States Navy pendant la Seconde Guerre mondiale.
Construit au chantier naval Electric Boat de Groton, dans le Connecticut, sa quille est posée le 25 février 1943, il est lancé le 31 octobre 1943, parrainé par Mme Emory S. Terrain, et mis en service le 8 mars 1944, sous le commandement du lieutenant commander Eli Thomas Reich (en).

## Seconde Guerre mondiale
Après ses essais et sa formation initiale, l'USS Sealion arrive à Pearl Harbor le 17 mai 1944, rejoignant la 222e division de sous-marins. Trois semaines plus tard, le submersible appareille de Pearl Harbor pour sa première patrouille de guerre, opérant en mer de Chine orientale et en mer Jaune.
Le 12 juin, en compagnie du Tang, le Sealion se ravitaille aux Midway, croise une baleine lors de leur transit le 15 juin et, le 22 juin, traverse le détroit de Tokara pour entrer dans la mer de Chine orientale. Le lendemain, il mène sa première attaque sans succès avant de subir sa première attaque de charges de profondeur.
Le 28 juin, le sous-marin rencontre son premier succès en torpillant et coulant le charbonnier japonais Sansei Maru dans le détroit de Tsushima. Deux jours plus tard, il coule un sampan japonais avec son artillerie en mer de Chine orientale. Au matin du 6 juillet à 4 h 47, le Sealion localise un convoi au cours duquel il torpille et coule le navire marchand / cargo japonais Setsuzan Maru au large de Ningpo (Chine). À 6 h, il localise un destroyer de l'escorte et l'attaque avec quatre torpilles sans succès. Le 11 juillet, alors qu'il opérait en mer Jaune au large de la côte ouest de la Corée, le Sealion mène plusieurs attaques au cours desquels il coule le cargo Taiun Maru No.2 et le navire marchand Tsukushi Maru n ° 2. Dix jours plus tard, il rejoint Midway, achevant alors sa patrouille inaugurale d'une durée de 44 jours.

Survivants britanniques et australiens sauvés par l'USS Sealion après le naufrage du cargo japonais Rakuyō Maru en septembre 1944.

Le 7 août 1944, le Sealion appareille des Midway pour sa 2e patrouille de guerre en compagnie des Growler et Pampanito, transitant dans la mer de Chine méridionale le 30 août. Le lendemain, le submersible torpille et coule le mouilleur de mines japonais Shirataka d'un convoi dans le détroit de Luçon, au sud de Formose. À court de torpilles et de munitions, le submersible se ravitaille le 7 septembre à Saipan. Le 12 septembre, le Sealion mène une attaque wolfpack avec d'autres sous-marins contre un convoi en mer de Chine méridionale, à l'est de Hainan, coulant le transport de troupes japonais Nankai Maru et le navire marchand / cargo japonais Rakuyō Maru (en). Le Rakuyō Maru transportait environ 1 300 prisonniers de guerre alliés au moment de son naufrage. Seulement 160 furent sauvés par les sous-marins américains. L'USS Sealion achève sa deuxième patrouille le 30 septembre 1944, rejoignant la base de Pearl Harbor.
Le 31 octobre 1944 marque le début de sa troisième patrouille de guerre. Appareillant en compagnie du Kete, les sous-marins font route vers l'ouest pour rejoindre la mer de Chine orientale. Durant leur transit, ils se ravitaillent à Midway le 4 novembre avant de rejoindre leur zone opérationnelle.
Le 21 novembre 1944 à 0 h 20, le submersible obtient un contact radar avec une formation ennemie se déplaçant dans le détroit de Taiwan à environ 16 nœuds. À 1 h 46, la puissante flotte de surface est localisée, comprenant les cuirassés Yamato, Nagato et Kongō, du croiseur Yahagi, et des destroyers Hamakaze, Isokaze, Urakaze, Yukikaze, Kiri et Ume.  À 2 h 45, le Sealion manœuvre devant la force opérationnelle et ralentit afin d'être en position idéale pour attaquer. Onze minutes plus tard, il tire six torpilles sur le deuxième navire en ligne, le Kongō. À 2 h 59, il tire trois autres torpilles sur le Nagato, et une minute plus tard, son équipage voit et entend trois coups de la première salve, inondant deux des chaufferies du Kongo et provoquant une légère gîte. Le Nagato, alerté par les explosions, manœuvra violemment afin d'éviter la deuxième salve qui passa à proximité, touchant alors les magasins de l'Urakaze se trouvant dans la lignée du cuirassé. Le destroyer explose et coule avec la totalité de son équipage, dont le commandant de la 17e division de destroyers, Yokota Yasuteru. Le Sealion fait route vers l'ouest tandis que les Japonais se déplacent vers l'est afin de localiser le sous-marin. À 3 h 10, après un rechargement de torpilles, le Sealion fait ensuite demi-tour pour tenter une seconde attaque, pensant que les torpilles avaient seulement entaillé la ceinture blindée du cuirassé.
La formation japonaise avait cependant commencé à zigzaguer tandis qu'une houle et du vent firent leurs apparitions. À 4 h 50, la formation ennemie se scinda en deux groupes, le Sealion commençant à suivre le groupe le plus lent composé des Kongō, Isokaze et Hamakaze. À 5 h 24, une énorme explosion retenti et le Kongō disparut des flots.
Au cours des prochains jours, le Sealion continua à patrouiller entre la Chine continentale et Taiwan, avant de se diriger vers Guam le 28 novembre, qu'il atteignit deux jours plus tard.
Le 4 décembre 1944, le lieutenant commander Charles Frederick Putnam prend le commandement du sous-marin. Dix jours plus tard, le submersible appareille de Guam pour sa quatrième patrouille de guerre, recevant l'ordre de patrouiller en mer de Chine méridionale avec ses sister-ships Blenny et Caiman. Le 20 décembre, il torpille et endommage le navire ravitailleur japonais Mamiya à environ 450 milles marins au nord-est de la baie de Cam Ranh, en Indochine française. Il lui enverra le coup de grâce lors d'une seconde attaque le lendemain à 0 h 32, à la position 17° 55′ N, 114° 11′ E.
Dans la journée, le Sealion rejoint la Septième flotte, et du 28 décembre 1944 au 14 janvier 1945, le submersible effectue des missions de reconnaissance à l'appui de la reconquête des îles Philippines. À cette dernière date, il quitte sa zone de patrouille et se dirige vers l'ouest de l'Australie, arrivant à Fremantle le 24 janvier.

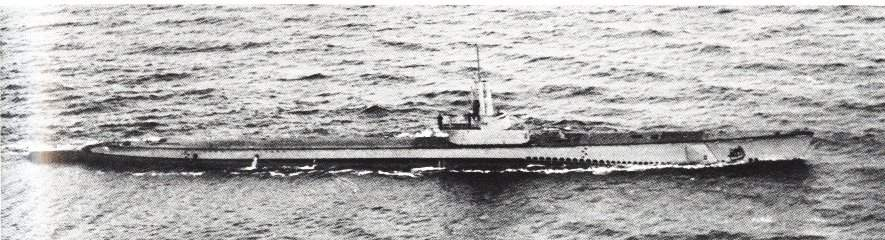
Le Sealion en 1945.

Il appareille de Fremantle pour sa cinquième patrouille de guerre le 19 février. De nouveau en coopération dans une attaque de groupe, le sous-marin retourne en mer de Chine méridionale, puis se dirige vers le golfe de Thaïlande. À l'aube du 17 mars, il torpille et coule au large de la côte de Trengganu le pétrolier thaïlandais Samui, et le 2 avril, sauve un aviateur de l'Armée qui dérivait dans un radeau en caoutchouc depuis 23 jours. Le même jour, l'USS Guavina lui transfère trois autres aviateurs abattus et, le 6 avril, livre ses passagers à la base navale américaine de la baie de Subic.
Au 30 avril 1945, le Sealion est de nouveau prêt pour reprendre la mer. Il appareille de la baie de Subic avec les Bashaw et Hammerhead, rejoignant la partie nord de la mer de Chine méridionale. En mai, il patrouille au large de Hong Kong, appuyant les forces bombardant Taiwan et servant de poste de sauvetage. À la fin du mois, l'USS Bream lui transfère des aviateurs abattus qui seront transportés jusqu'à la base. Quittant le port avec des passagers à destination d'Hawaï, le submersible fait route vers l'est. Le 12 juin, il atteint Guam, puis sert de poste de sauvetage au large de l'île de Wake, avant de quitter la zone le 30 juin pour Pearl Harbor. 

## Après-guerre
Il rejoint ensuite San Francisco, en Californie, où il entre en révision à la fin de la guerre. Avec la cessation des hostilités, les préparatifs d'un retrait du service actif se dessinent, et le 2 février 1946, le sous-marin ayant reçu la Presidential Unit Citation pour ses six patrouilles de guerre, est retiré du service.
Cependant, un an et demi plus tard, les Sealion et Perch sont désigné pour être convertis en transport de troupes. En avril 1948, le Sealion entre dans le San Francisco Naval Shipyard pour huit mois de reconversion.
Le 2 novembre 1948, il reçut sa nouvelle classification de coque SSP-315. S'ensuivirent des exercices d'entraînement au large de la côte sud de la Californie, embarquant des Marines, avant de rejoindre au printemps de 1949 la 21e division de sous-marins servant dans l'Atlantique. En avril, il opère dans la région de New London, dans le Connecticut, avant de débuté en mai ses opérations à Norfolk, en Virginie, en tant qu'unité de la 6e escadre de sous-marins. Le 31 janvier 1950, il est reclassé comme sous-marin de transport avec le symbole de classification de coque ASSP-315 ; et, au printemps de la même année, mène des exercices du nord du Labrador jusqu'au sud des Caraïbes. D'avril à juin 1950, il subit sa première révision post-conversion au chantier naval de Portsmouth, et en juillet, reprend ses activités depuis Norfolk.
Réaffecté dans la 63e division de sous-marin en mars 1955 et reclassé APSS-315 le 24 octobre 1956, le Sealion effectue un programme d'exercices avec des Marines, des unités de démolition sous-marines et des unités Beach Jumpers (en) et, à l'occasion, des unités de l'armée au large des côtes de la Virginie, de la Caroline et dans les Caraïbes jusqu'en 1960. Pendant cette période, il entre en révision à plusieurs reprises, au cours duquel le « hangar LVT » est enlevé et il sera déployé avec la Sixième flotte en Méditerranée d'août à novembre 1957.
Le 30 juin 1960, le Sealion est désarmé à Portsmouth, dans le New Hampshire, où il sert comme sous-marin d'entraînement de réserve jusqu'à son retrait du service un an plus tard. En août 1961, il est remorqué à Philadelphie, en Pennsylvanie, pour une révision; avant d'être remis en service le 20 octobre et de rejoindre à Norfolk le 6e escadre de sous-marins le 18 décembre. Il reprend alors des missions similaires durant les années 1950, interrompu par des révisions régulières, et à l'automne de 1962, pour soutenir le blocus mis en place lors de la crise des missiles de Cuba. Le 22 octobre 1962, il appareille de Norfolk pour une croisière d'entraînement qui devait durer un mois dans les Caraïbes, mais le blocus mis en place modifia les plans de croisière. De retour à Norfolk le 3 décembre, il reprend son programme d'exercices en 1967 avec la Force Reconnaissance, l'Underwater Demolition Team et la SEAL. Le 15 septembre 1967, le submersible change de port d'attache et de contrôle administratif et, durant les deux années suivantes, il opère depuis Key West, en Floride, en tant qu'unité de la 121e division de sous-marins. Il est de nouveau reclassé comme sous-marin de transport amphibie avec le symbole LPSS-315 en janvier 1969. L'été suivant, le Sealion est déclaré prochainement radié et, en septembre, il se rend à Philadelphie où il est désarmé et placé en réserve le 20 février 1970.
Radié du Naval Vessel Register le 15 mars 1977, le Sealion est coulé comme cible au large de Newport, à Rhode Island, le 8 juillet 1978.

## Décorations
Le Sealion a reçu cinq battle stars et une Presidential Unit Citation pour son service dans la Seconde Guerre mondiale.